# Pratinha
Pratinha es un municipio brasileño del estado de Minas Gerais.

## Historia
- Fundación: 27 de diciembre de 1948

## Geografía
Su población estimada en 2019 era de 3.603 habitantes.

### Hidrografía
Entre los cursos hídricos se encuentran:
- Arroyo del infierno (Riberão del Inferno)
- Arroyo de la Estiva
- Río Quiebra Anzol
- Arroyo de la Plata

### Carreteras
- BR-262
- MG 796

## Administración
- Prefecto: John Wercollis (Partido Laborista Cristiano, PTC) (2020/2023)[5]
- Viceprefecto : Mozair Euripides Ferreira, conocido como Mozair (PTC)